# 看家鼠
《看家鼠惠比知由》，為1990年伊藤理佐創作日本漫画及动画片，内容是仓鼠惠比知由（エビちゅ）和她的主人(ご主人ちゃま)的日常生活。1990年-2007年9月19日主婦と生活社的女性杂志《ギガ/Shan》的漫画连载和1999年8月1日-10月1日动画制作及DirecTV上映。1992年1月和2007年1月12日開始發售全15卷版。

## 主要登場角色
惠比知由（聲優：三石琴乃）
行行通的保姆和执事，工友的女仓鼠。但她招逗女主人生气。
女主人（聲優：富澤美智惠）
女仓鼠Ebichu的主人及26岁又29岁的女事務員
不把牢的男（聲優：關智一）
女主人氏的恋人，不懂事和不牢靠的人物。
馬君（聲優：岩田光央）
女主人和不很可靠的家伙的朋友。 喜欢Ebichu。
渡辺氏，別名爲花畑氏（聲優：荒木香惠）
女主人的好朋，但友不谙人事
女主人（ご主人ちゃま）的母親
女主人家房东
不把牢的男家房东
道廊吉（どぶ吉くん）
小家鼠。Ebichu的朋友
多奴於（タヌキオ）
貉子。Ebichu的朋友

## 單行本
看家鼠單行本在1992年1月始發及2007年1月雙葉社發售共15冊。

## 電視動畫

### 工作人員
- 原作：伊藤理佐
- 企画：庵野秀明 / GAINAX
- 監督：森脇真琴
- 系列構成：北条千夏、吉村元希
- 人物設定、總作畫監督：大橋幸子
- 美術監督：三浦智
- 色彩設計：関根栄子
- 攝影監督：川田敏寛
- 音響監督：明田川仁
- 音樂：南鳥山六丁目製作公司
- 動畫製作：Group Tac
- 製作：GAINAX、Pioneer LDC、Group Tac

### 主題曲
片頭曲「（为什么?）」
作詞：伊藤理佐，作曲、編曲：南烏山六丁目制作公司
歌:エビちゅ（三石琴乃）
片尾曲
作詞、作曲、編曲：南烏山六丁目制作公司
歌:南烏山六丁目制作公司

### 各話列表
| 回 | 話數 | 日文標題                          | 分鏡       | 演出       |
| -- | ---- | --------------------------------- | ---------- | ---------- |
| 1  | 1    | ご主人ちゃまとかいしょなち でちゅ | 森脇真琴   | 湖山禎崇   |
| 1  | 2    | かいしょなちとご主人ちゃま でちゅ | 森脇真琴   | 湖山禎崇   |
| 2  | 3    | 春なのに でちゅ                   | 池端隆史   | 中島弘明   |
| 2  | 4    | マァくん、ドッキン でちゅ         | 池端隆史   | 中島弘明   |
| 3  | 5    | かまんべーる事件 でちゅ           | 青木佐恵子 | 青木佐恵子 |
| 3  | 6    | エビちゅ病気になった でちゅ       | 青木佐恵子 | 青木佐恵子 |
| 4  | 7    | ご主人ちゃまがカゼ でちゅ         | 湖山禎崇   | 湖山禎崇   |
| 4  | 8    | EBICHUMAN 1                       | 湖山禎崇   | 湖山禎崇   |
| 5  | 9    | エビちゅ発情する でちゅ           | 中島弘明   | 中島弘明   |
| 5  | 10   | マァくん、ををを〜! でちゅ        | 中島弘明   | 中島弘明   |
| 6  | 11   | 男なんてシャボン玉… でちゅ        | 政木伸一   | 政木伸一   |
| 6  | 12   | 虫歯もココロもズキズキ でちゅ     | 政木伸一   | 政木伸一   |
| 7  | 13   | お母ちゃまがきた でちゅ           | 高林久弥   | 中島弘明   |
| 7  | 14   | マァくん、をををををを〜! でちゅ  | 湖山禎崇   | 中島弘明   |
| 8  | 15   | うみに行く でちゅ                 | 湖山禎崇   | 湖山禎崇   |
| 8  | 16   | EBICHUMAN 2                       | 湖山禎崇   | 湖山禎崇   |
| 9  | 17   | しあわせの毛がはえた でちゅ       | 池端隆史   | 中島弘明   |
| 9  | 18   | マァくん、ドックン! でちゅ        | 池端隆史   | 中島弘明   |
| 10 | 19   | 新婚さんがやってきた でちゅ       | 政木伸一   | 政木伸一   |
| 10 | 20   | どろぼうが入った でちゅ           | 政木伸一   | 政木伸一   |
| 11 | 21   | 新婚さんとお買いもの でちゅ       | 青木佐恵子 | 湖山禎崇   |
| 11 | 22   | EBICHUMAN 3                       | 湖山禎崇   | 湖山禎崇   |
| 12 | 23   | やっぱりま●●がま●●が… でちゅ      | 政木伸一   | 政木伸一   |
| 12 | 24   | のんでもいいの でちゅ             | 森脇真琴   | 森脇真琴   |

## 外部連結
- Oruchuban Ebichu (TV) （页面存档备份，存于） （英文）
- Oruchuban Ebichu (manga) （页面存档备份，存于） （英文）
- Gainax's Ebichu website （日語）
- Futabasha's Ebichu website （日語）